# 高萃
高萃（1544年—？），字升伯，浙江寧波府鄞縣人，軍籍，明朝政治人物。

## 生平
嘉靖四十三年（1564年）甲子科浙江鄉試第五十七名，萬曆二年（1574年）甲戌科會試第十一名，登三甲第一百九十二名進士。。

## 家族
曾祖高謙；祖父高文，曾任驛丞；父高士。母周氏。具庆下。